# Flavio de Luna
Flavio Alejandro de Luna Davila, né le 26 janvier 1990 à Aguascalientes, est un coureur cycliste mexicain.

## Palmarès et classements mondiaux

### Palmarès
- 2010
  - 5e étape du Tour du Mexique
- 2012
  - 2e du championnat du Mexique sur route espoirs
- 2014
  - 2e du championnat du Mexique du contre-la-montre
- 2015
  -  Champion du Mexique du contre-la-montre
- 2016
  - 3e de la Ruta del Centro
- 2021
  - 3e du championnat du Mexique sur route

### Classements mondiaux
| Année            | 2010 | 2011 | 2012 | 2013 | 2014 | 2015 | 2016 |
| ---------------- | ---- | ---- | ---- | ---- | ---- | ---- | ---- |
| UCI America Tour | 178e | nc   | nc   | 186e | 257e | 158e | 209e |